# داء بريل زينسر
داء بريل زينسر (بالإنجليزية: Brill-Zinsser disease)‏ هوَ العودة المُتأخرة لمرض التيفوس الوبائي الناجِم عَن البكتيريا الريكتسية البروفاتسيكية. بَعد أن يُعاني المَريض مِن التيفوس الوبائي بسبب بُراز القمل (قمل الإنسان)، فإنَّ الريكتسيا يُمكن أن تَبقى كامِنة ثُم تَنشط بعد عدة أشهر أو سنوات لاحقة، بحيث تظهر أعراض مُشابهة أو مُطابقة للعدوى الأصلية بالتيفوس بما في ذلك الطفح البقعي الحطاطي، فيما بعد فإنَّ هذه البكتيريا المُعادة تنشيطها من المُمكن أن تنتقل إلى أفراد آخرين من خلال براز ناقلات القَمل، بحيث تُشكل وباء جديد بالتيفوس.